# Ágnes Mutina
Ágnes Mutina (Miskolc (Borsod-Abaúj-Zemplén), 19 april 1988) is een Hongaarse zwemster. Ze vertegenwoordigde haar vaderland op de Olympische Zomerspelen 2004 in Athene en de Olympische Zomerspelen 2008 in Peking.

## Zwemcarrière
Bij haar internationale debuut, op de Olympische Zomerspelen van 2004 in Athene, strandde Mutina in de series van de 100 meter vrije slag. Tijdens de Europese kampioenschappen zwemmen 2006 in Boedapest werd de Hongaarse uitgeschakeld in de series van de 100 meter vrije slag. Op de Europese kampioenschappen kortebaanzwemmen 2007 in Debrecen veroverde Mutina de bronzen medaille op de 400 meter vrije slag, op de 100 meter vrije slag strandde ze in de halve finales en op de 200 meter vrije slag in de series. 
In Eindhoven nam de Hongaarse deel aan de Europese kampioenschappen zwemmen 2008, op dit toernooi sleepte ze de bronzen medaille in de wacht op de 200 meter vrije slag en werd ze uitgeschakeld in de series van de 100 en de 400 meter vrije slag. Samen met Orsolya Tompa, Katinka Hosszú en Evelyn Verrasztó eindigde ze als zesde op de 4x200 meter vrije slag. Tijdens de Olympische Zomerspelen van 2008 in Peking strandde Mutina in de halve finales van de 200 meter vrije slag. Op de 4x200 meter vrije slag eindigde ze samen met Evelyn Verrasztó, Eszter Dara en Zsuzsanna Jakabos op de zesde plaats. Op de Europese kampioenschappen kortebaanzwemmen 2008 in Rijeka eindigde de Hongaarse als vierde op de 200 meter vlinderslag, als vijfde op de 400 meter vrije slag en werd ze zesde op de 200 meter vrije slag.

### 2009-heden
In Rome nam Mutina deel aan de wereldkampioenschappen zwemmen 2009, op dit toernooi eindigde ze als zevende op de 200 meter vrije slag. Samen met Evelyn Verrasztó, Eszter Dara en Katinka Hosszú eindigde ze als zesde op de 4x200 meter vrije slag, op de 4x100 meter vrije slag eindigde ze samen met Eszter Dara, Evelyn Verrasztó en Katinka Hosszú op de achtste plaats. Tijdens de Europese kampioenschappen kortebaanzwemmen 2009 in Istanboel eindigde de Hongaarse als vierde op de 400 meter vrije slag en als zesde op de 200 meter vlinderslag, op de 200 meter vrije slag werd ze uitgeschakeld in de series.
Op de Europese kampioenschappen zwemmen 2010 in Boedapest legde Mutina beslag op de bronzen medaille op de 200 meter vrije slag, daarnaast strandde ze in de halve finales van de 100 meter vrije slag en in de series van de 400 meter vrije slag. Samen met Eszter Dara, Evelyn Verrasztó en Katinka Hosszú veroverde ze de Europese titel op 4x200 meter vrije slag, op de 4x100 meter vrije slag eindigde ze samen met Evelyn Verrasztó, Eszter Dara en Katinka Hosszú op de vierde plaats. In Eindhoven nam de Hongaarse deel aan de Europese kampioenschappen kortebaanzwemmen 2010. Op dit toernooi sleepte ze de Europese titel in de wacht op de 400 meter vrije slag, daarnaast eindigde ze als vierde op zowel de 200 meter vrije slag als de 200 meter vlinderslag. Tijdens de wereldkampioenschappen kortebaanzwemmen 2010 in Dubai werd Mutina uitgeschakeld in de series van de 200 meter vrije slag, samen met Evelyn Verrasztó, Katinka Hosszú en Eszter Dara eindigde ze als zevende op de 4x200 meter vrije slag.
Op de wereldkampioenschappen zwemmen 2011 in Shanghai strandde de Hongaarse in de halve finales van de 200 meter vrije slag, op de 4x200 meter vrije slag eindigde ze samen met Evelyn Verrasztó, Katinka Hosszú en Zsuzsanna Jakabos op de vijfde plaats.

## Internationale toernooien
| Jaar | Olympische Spelen                        | WK langebaan                                                 | WK kortebaan                             | EK langebaan                                                                                           | EK kortebaan                                                |
| ---- | ---------------------------------------- | ------------------------------------------------------------ | ---------------------------------------- | --- | ----------------------------------------------------------- |
| 2004 | 38e 100m vrije slag                      |                                                              | geen deelname                            | geen deelname                                                                                          | geen deelname                                               |
| 2005 |                                          | geen deelname                                                |                                          | | geen deelname                                               |
| 2006 |                                          |                                                              | geen deelname                            | 49e 100m vrije slag                                                                                    | geen deelname                                               |
| 2007 |                                          | geen deelname                                                |                                          | | 16e 100m vrije slag · 15e 200m vrije slag · 400m vrije slag |
| 2008 | 11e 200m vrije slag 6e 4x200m vrije slag |                                                              | geen deelname                            | 22e 100m vrije slag · 200m vrije slag · 12e 400m vrije slag · 6e 4x200m vrije slag                     | 6e 200m vrije slag 5e 400m vrije slag 4e 200m vlinderslag   |
| 2009 |                                          | 7e 200m vrije slag 8e 4x100m vrije slag 6e 4x200m vrije slag |                                          | | 14e 200m vrije slag 4e 400m vrije slag 6e 200m vlinderslag  |
| 2010 |                                          |                                                              | 12e 200m vrije slag 7e 4x200m vrije slag | 13e 100m vrije slag · 200m vrije slag · 15e 400m vrije slag · 4e 4x100m vrije slag · 4x200m vrije slag | 4e 200m vrije slag · 400m vrije slag · 4e 200m vlinderslag  |
| 2011 |                                          | 9e 200m vrije slag 5e 4x200m vrije slag                      |                                          | | geen deelname                                               |

## Persoonlijke records
Bijgewerkt tot en met 29 januari 2011

### Kortebaan
| Afstand          | Tijd    | Datum            | Plaats    |
| ---------------- | ------- | ---------------- | --------- |
| 100m vrije slag  | 54,13   | 29 januari 2011  | Uster     |
| 200m vrije slag  | 1.54,74 | 28 november 2010 | Eindhoven |
| 400m vrije slag  | 4.01,25 | 27 november 2010 | Eindhoven |
| 200m vlinderslag | 2.05,26 | 10 december 2009 | Istanboel |

### Langebaan
| Afstand          | Tijd    | Datum           | Plaats    |
| ---------------- | ------- | --------------- | --------- |
| 100m vrije slag  | 54,86   | 9 augustus 2010 | Boedapest |
| 200m vrije slag  | 1.56,47 | 28 juli 2009    | Rome      |
| 400m vrije slag  | 4.09,15 | 17 juni 2010    | Pescara   |
| 200m vlinderslag | 2.09,96 | 20 juni 2009    | Parijs    |